# Kostaryka na Zimowych Igrzyskach Olimpijskich 2006
Kostarykę na Zimowych Igrzyskach Olimpijskich 2006 reprezentował jeden zawodnik - w biegu na 15 km wystartował Arturo Kinch.
Był to szósty start Kostaryki na zimowych igrzyskach olimpijskich.

## Biegi narciarskie
Mężczyźni
- Arturo Kinch

15 km stylem klasycznym - 95. miejsce